# Tetraogallus tibetanus

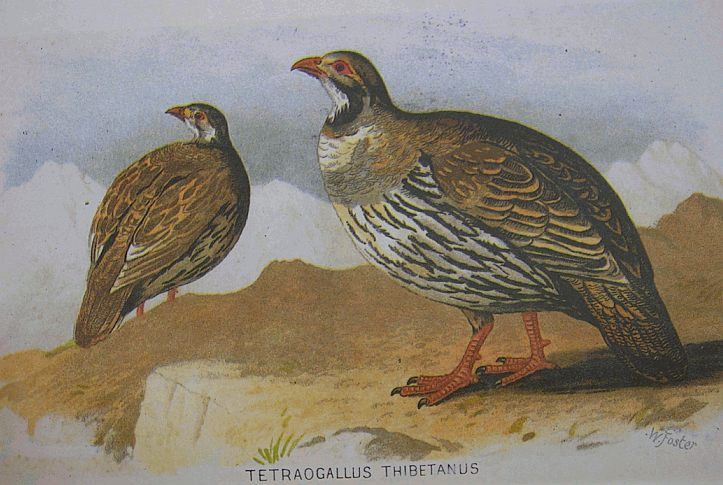
Illustrazione del Tetraogallo del Tibet

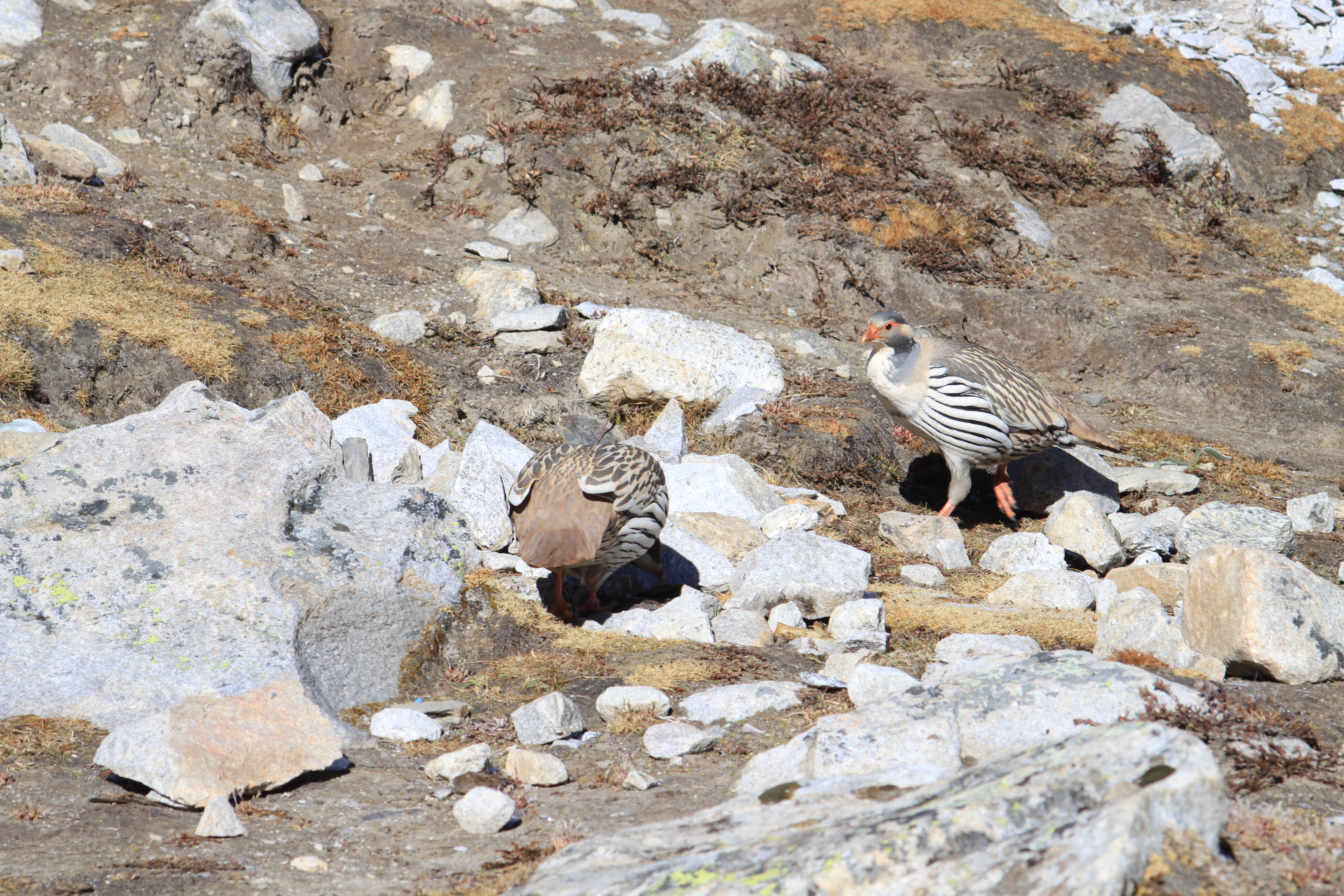
Tetraogalli del Tibet sul Gorak Shep a 5200 m di altitudine

Il tetraogallo del Tibet, anche tetraogallo tibetano (Tetraogallus tibetanus Gould, 1854) è un uccello galliforme della famiglia dei Fasianidi. È diffuso nelle regioni di alta quota dell'Himalaya occidentale e dell'altopiano del Tibet, dove il suo areale si sovrappone in parte a quello del più grande tetraogallo dell'Himalaya. È caratterizzato da una testa di colore grigiastro, da una macchia bianca a forma di mezzaluna dietro l'occhio e dalla regione inferiore bianca striata di nero. In volo appare ben evidente il bianco del margine posteriore delle remiganti secondarie.

## Descrizione
Più piccola del tetraogallo dell'Himalaya, questa specie ha testa e collo grigi con una macchia bianca che si estende dietro l'occhio, al di là delle guance scure. Mento, gola e petto sono bianchi, con due bande grigie sul petto. Le copritrici e le remiganti terziarie, di colore grigio, hanno il margine bianco. Le secondarie presentano un'ampia fascia bianca sul margine posteriore che forma una ben evidente barra alare. Le regioni inferiori sono bianche, con strisce nere su fianchi e addome. La coda è di colore bruno-rossastro, mentre le copritrici del sottocoda sono nere. Zampe e becco sono rossastri. I sessi sono simili, ma la femmina ha la macchia post-oculare di colore beige, dei segni nerastri e beige sui lati della testa, sul collo e sul petto, ed è priva degli speroni sui tarsi presenti nel maschio.

## Biologia
Questo uccello è simile nell'aspetto al tetraogallo dell'Himalaya, ma predilige zone più elevate. Durante l'inverno scende ad altitudini inferiori e si sposta sul terreno in gruppi. Quando viene avvicinato dal basso lungo il crinale di una collina, ne risale il pendio, fermandosi di tanto in tanto per tenere sotto controllo l'intruso, ma quando si sente minacciato si alza in volo e fugge discendendo il pendio. Il volo è rapido, e spesso, quando è in aria, l'uccello emette una sorta di fischio. Durante la discesa in volo questo richiamo viene emesso più volte, e dopo essere atterrato l'animale scuote la coda più volte come fa la pernice bianca nordica. Il suo richiamo si può udire facilmente durante il mattino e di sera, mentre nelle ore centrali della giornata rimane in silenzio. Si sposta attraverso gli altopiani e i crinali coperti d'erba o anche in distese pianeggianti spoglie e ghiaiose dove la vegetazione è molto scarsa. Anche se nessun esemplare rimane di vedetta quando il gruppo si sposta sul terreno in cerca di cibo, mentre il gruppo riposa durante le ore centrali della giornata uno o più esemplari adulti salgono su massi elevati per tenere sotto controllo i dintorni, avvisando lo stormo dell'avvicinarsi di un pericolo con fischi forti e prolungati. Sono stati descritti tipi diversi di richiamo, tra cui una sorta di risata che gradualmente aumenta di volume, un fischio e un richiamo simile a quello del chiurlo.
Durante l'estate si formano le coppie e si ritiene che i maschi siano monogami. Il nido è una semplice conca creata raspando nel terreno, scarsamente foderata e nascosta sotto una pietra o un cespuglio, generalmente sul versante sottovento di una collina spoglia, in quanto la specie evita di nidificare sul terreno ricoperto da vegetazione. Vengono deposte tra 4 e 6 uova. Mentre la femmina cova le uova, il maschio monta la guardia. Entrambi i genitori accompagnano la nidiata e se un predatore si avvicina gli adulti mettono in atto una pantomima di distrazione per attirare la sua attenzione, mentre i pulcini si accovacciano o si nascondono tra le pietre. Talvolta sono state viste nidiate di più femmine unite insieme a formare un singolo gruppo di foraggiamento.

## Distribuzione e habitat
Il tetraogallo del Tibet è diffuso sulle pendici ghiaiose che circondano i pascoli alpini, al di sopra della linea degli alberi, in un areale che comprende il Pamir del Tagikistan, l'Himalaya (dal Ladakh all'Arunachal Pradesh), il Tibet e la Cina. Si sposta ad altitudini inferiori durante l'inverno o quando vi sono forti nevicate. In alcune zone del suo areale sembra esservi una chiara separazione tra la distribuzione di questa specie e quella del tetraogallo dell'Himalaya, mentre in altre le due specie sembrano dividere le stesse zone.

## Tassonomia
Occupando un areale piuttosto vasto, le differenti popolazioni di questa specie mostrano variazioni nel piumaggio e ne vengono pertanto riconosciute sei sottospecie:
- T. t. tschimenensis Sushkin, 1926, originaria delle catene del Kunlun e dell'Altyn-Tagh (Tibet settentrionale e Cina nord-occidentale);
- T. t. tibetanus Gould, 1854[11], diffusa nella fascia montuosa che si estende dall'Afghanistan orientale alle regioni occidentali dell'altopiano del Tibet e all'India settentrionale. Presenta una colorazione più chiara rispetto alle altre razze.
- T. t. aquilonifer R. Meinertzhagen e A. Meinertzhagen, 1926, diffusa nelle regioni settentrionali di Nepal e Bhutan, nell'India nord-orientale e nella Cina sud-occidentale. Rispetto alle altre sottospecie presenta un piumaggio dai toni più scuri e la coda di un colore marrone più scuro;
- T. t. yunnanensis Yang e Xu, 1987, originaria dello Yunnan settentrionale (Cina centro-meridionale).
- T. t. henrici Oustalet, 1892, diffusa nelle regioni orientali dello Xizang e in quelle occidentali del Sichuan (Cina centrale);
- T. t. przewalskii Bianchi, 1907, diffusa nel Qinghai, nel Sichuan settentrionale e nel Gansu occidentale (Cina centro-settentrionale).

Alcune razze, tuttavia, come tschimenensis e yunnanensis, non sono universalmente riconosciute, e quest'ultima viene spesso inclusa nella forma nominale. La divergenza genetica di queste popolazioni è stata attribuita ai cicli glaciali associati al sollevamento dell'altopiano del Tibet.

## Conservazione
Dal momento che il tetraogallo del Tibet occupa un areale molto vasto e la sua popolazione sembra non essere in diminuzione, viene classificato dalla IUCN tra le «specie a rischio minimo» (Least Concern).